# Asura dirhabdus
Asura dirhabdus är en fjärilsart som beskrevs av Rothschild 1916. Asura dirhabdus ingår i släktet Asura och familjen björnspinnare. Inga underarter finns listade i Catalogue of Life.